# 고려대학교의 건축물
대한제국 광무 9년인 1905년 이용익에 의해 한국 최초의 근대적 고등교육기관으로 개교한 보성전문학교는 1946년 종합대학으로 승격하며 고려대학교(高麗大學校, Korea University)로 개칭하였다. 이 문서에서는, 일제강점기 당시의 숱한 탄압 뿐만 아니라 독재정권에 항거하여 1960년의 4·18 피습 사건을 비롯한 각종 시위의 중심에 서는 등 굴곡의 현대사와 맥을 같이해 온 고려대학교가 거쳐 왔던 이전의 캠퍼스에 관한 간략한 설명과 더불어, 1934년에 문을 연 안암동 캠퍼스를 구성하고 있는 여러 건물들에 대한 설명을 다루고 있다.

## 캠퍼스 연혁

### 대한제국시대 및 일제강점기

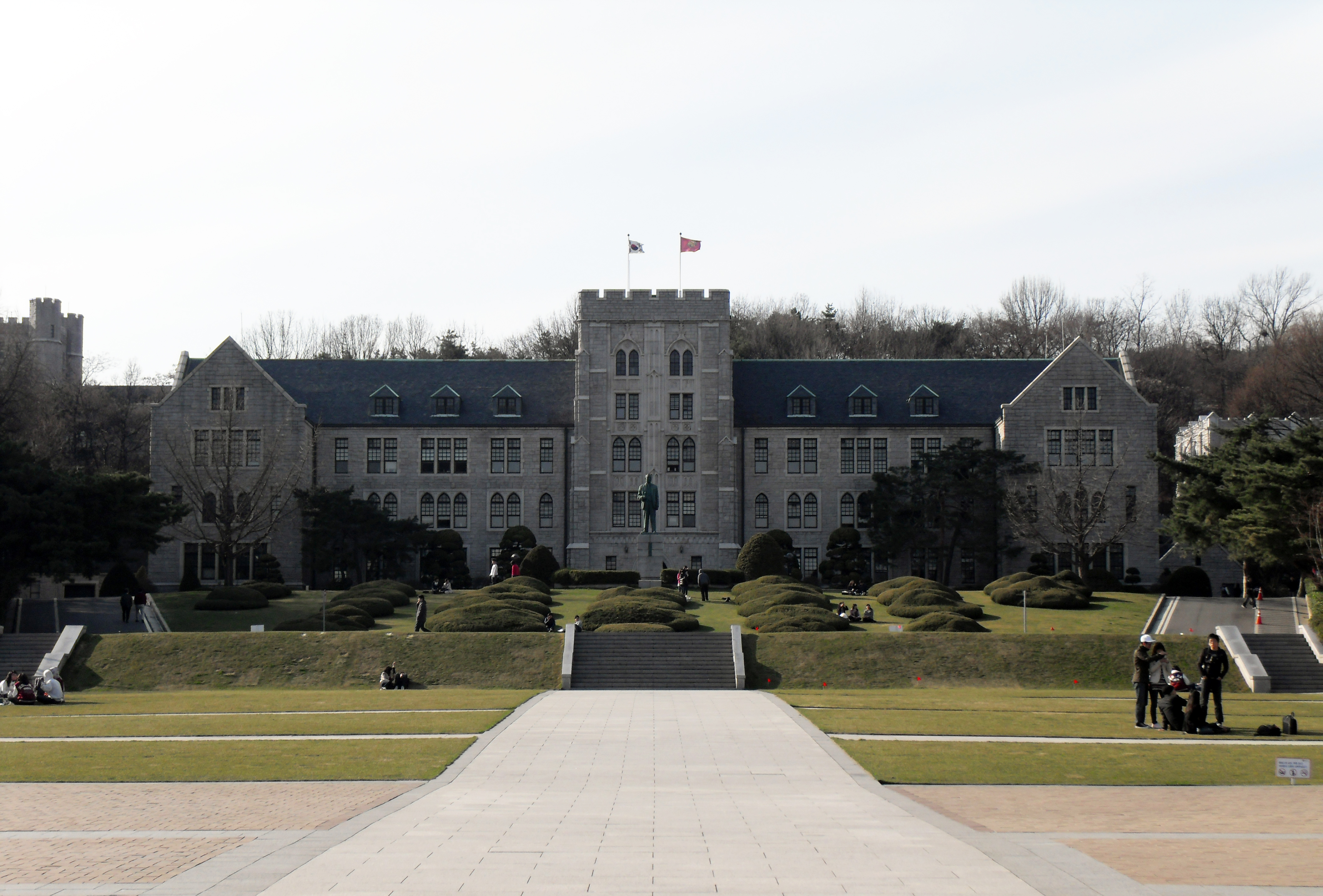
본관

1905년에 개교한 보성전문학교는 오늘날의 법학과에 해당하는 법률학전문과와 오늘날의 경영학과 또는 경제학과에 해당하는 이재학(理財學) 전문과로 편제하여 전동에 위치한 교사(校舍)에서 수업을 시작하였다. 기존의 아어학교가 사용하던 교사를 활용한 전동 교사는 현재 남아있지 않다. 이재(理財)라는 것은 돈이나 재물을 관리한다는 의미를 담고 있다. 학생 수의 급증으로 인해 학교는 1918년 9월에는 낙원동으로, 1922년 9월에는 송현동으로 교사를 이전하였으며, 현재 학교가 위치한 안암동으로의 이전은 1934년 9월에 이루어졌다. 인문사회계지역의 중앙에 위치한 본관은 1933년 9월 착공하여 1934년 9월에 준공되었으며, 1937년에는 보성전문학교 창립 30주년 기념사업으로 도서관이 건립되었다. 현재 본관과 중앙도서관 구관은 각각 사적 제285호와 제286호로 지정되어 있다.

### 해방 직후
1946년에는 '보성전문학교'가 '고려대학교'로 개칭되었으며, 이와 동시에 종합대학으로의 설립이 인가되었다. 대학으로의 공식적인 승격은 9월에 이루어졌다. 해방 이듬해인 1946년에 본교는 애기능 인근 부지를 매입하였으며 이는 후일 이 곳에 이공계캠퍼스가 자리잡는 기반이 된다.

### 교육시설의 확충
창립 30주년 기념사업으로 중앙도서관 구관이 1935년 착공 하여 1937년에 개관한 데 이어, 1975년에는 창립 70주년을 기념하기 위하여 중앙도서관 신관을 신축하여 1978년 3월에 개관하였다. 1973년 10월 서독정부의 무상원조에 의해 농과대학 캠퍼스가 준공되어 1977년부터 활용되기 시작되는 한편 1978년 5월 착공한 기숙사가 1979년 11월에 준공되어 1980년 3월에 개관하였다.

### 개교 100주년 기념사업
2005년은 고려대학교가 개교한지 100주년이 되는 해였으며 5월 5일에는 개교 100주년 기념식이 거행되었다. 개교 100주년 기념사업과 관련하여 2003년 '개교 100주년 기념사업회'가 출범하였고, 학술분과, 편찬분과, 행사분과, 모금분과, 건립분과의 5개 분과위원회를 두어 기념사업을 추진하였다. 이 중 건립분과에서는 백주년기념관과 타이거플라자, I-House 등을 시공하였으며, 학교 발전 마스터플랜에 기반을 둔 것이다. 백주년기념관과 화정체육관의 건립은 재단 측의 계획과 맞물린 것이기도 하다. 고려중앙학원에서는 개교 100주년 기념사업으로 중앙광장과 백주년기념관, 화정체육관을 건립할 계획을 세웠으며, 이 중 중앙광장이 2002년 3월에 가장 먼저 만들어졌다. 중앙광장은 1938년에 건립된 대운동장을 녹화하여 공원으로 만들고 지하에 열람실 및 각종 편의시설 등을 갖춘 지하캠퍼스를 일컫는다.

## 캠퍼스 및 학교 소유 시설
서울캠퍼스는 인문·사회계 캠퍼스, 자연계(이공계) 캠퍼스, 녹지 캠퍼스, 정릉 캠퍼스를 포함한다. 전체적으로 건물 양식이 일관된 형태를 보이고 있으며 어윤대 총장이 재임하던 시기에 3500억원의 발전 기금을 유치하고 기업체의 후원을 받아내 교내 전체 건물의 40%가량을 신축 및 리모델링함에 따라 전체적으로 건물 양식이 일관된 형태를 보이고 있다. 중앙광장과 하나스퀘어가 각각 인문사회계지역과 자연계지역에 위치하여 각 지역의 중심을 이루고 있다. 세종특별자치시에 위치한 세종캠퍼스(世宗-)의 건물들 또한 웅장한 분위기의 건물들이 주를 이루고 있다. 본교 홈페이지에서는 서울캠퍼스 와 세종캠퍼스 보관됨 2017-01-05 - 웨이백 머신 의 캠퍼스 지도를 모두 확인할 수 있다.

### 인문·사회계 캠퍼스

SK미래관

중앙광장과 본관이 위치한 지역이다. 부지의 대부분은 안암동에 속해 있으나 일부는 종암동에 속해 있다. 본관~중앙광장~정문을 중심으로 좌우가 대칭된 구조로 이루어져 있다. 본관과 중앙도서관 구관 건물은 각각 사적 제285호와 제286호로 지정되어 있다. 인문사회계지역은 편의상 본관과 중앙광장 주변, 중앙도서관 주변, 민주광장 주변의 세 부분으로 나누어볼 수 있다. 도로로 떨어진 청산MK문학관과 한국어교육관도 포함된다.
본관과 중앙광장
- 정문 : 최초의 교문은 교우들의 성금으로 건립되었으며, 교우회 측에서는 1965년 10월 11일 정문 앞에서 교문 헌정식을 열었다.[26] 그 이후에, 기존 교문의 1.25배 크기의 새 교문 공사가 1971년 8월 4일부터 진행되었으나, 위수령과 휴업 등으로 지연되어 12월 20일에 완공되었다. 기존의 교문은 헐지 않고 그대로 보존하였다.[27] 1995년에는 현재와 같은 보다 더 큰 교문이 세워졌으며, 기존의 교문은 서창캠퍼스로 이전되었다.[28]

民族(민족)의 힘으로 民族(민족)의 꿈을 가꾸어 온

民族(민족)의 보람찬 大學(대학)이 있어

너 恒常(항상) 여기에 自由(자유)의 불을 밝히고

正義(정의)의 길을 달리고 眞理(진리)의 샘을 지키느니

地軸(지축)을 박차고 咆哮(포효)하거라

너 불타는 野望(야망) 젊은 意慾(의욕)의 象徵(상징)아

宇宙(우주)를 향한 너의 부르짖음이

民族(민족)의 소리되어 메아리치는 곳에

너의 氣槪(기개) 너의 志操(지조) 너의 叡智(예지)는

祖國(조국)의 永遠(영원)한 鼓動(고동)이 되리라 
邪惡(사악)과 不義(불의)에 항거하여

壓制(압제)의 사슬을 끊고

憤怒(분노)의 불길을 터뜨린

아! 1960年 4月 18日

天地(천지)를 뒤흔든 正義(정의)의 喊聲(함성)을 새겨

그날의 噴火口(분화구) 여기에 돌을 세운다 
- 본관 : 인문사회계지역의 중심에는 6층 높이의 본관이 자리하고 있다. 중앙광장과 더불어 캠퍼스의 중앙에 위치한 본관은 인촌 김성수 선생이 1932년 보성전문학교를 인수했을 때 지어진 건물로, 1933년 9월에 착공하여 1934년 9월에 완공되었다. 이 건물은 한국인의 자본과 한국인 건축가에 의해 세워진 최초의 서양식 건물로서, 성균관대의 윤일주 교수는 이 건물에 대해 '우리의 민족자본과 건축 기술이 비로소 서양 건축을 소화해냈다는 상징성을 띈 건물'이라고 평가하였다.[9] 다른 대학 캠퍼스의 근대 건축물들이 대부분 외국인에 의해 설계된 데 반해, 이 건물의 설계는 한국인 건축가 박동진 선생이 맡았다. 그는 본관 이외에도 도서관과 서관, 강당, 제2공학관 등 교내의 여러 건물을 설계하였다.[31] 1920년대 말 김성수 선생이 구미의 유수한 대학을 둘러보는 동안 강한 인상을 받은 듀크대학의 본관을 본떠 지어진 것으로 전해지고 있으며[9], '배울 학(學)' 자를, 건물 앞에 위치한 정원은 '큰 대(大)' 자를 형상화하고 있다.[32] 돌의 예각부를 미리 없애버려 돌이 깨지는 것을 방지하는 등 돌을 쌓은 기법이 뛰어나다는 평이 존재한다. 한편, 이 건물의 설계 및 작업 과정에서 김성수의 의견이 많이 반영된 것으로 전해지고 있다. 고딕풍으로 지어진 것을 비롯하여 건물 3층 위에 다락방이 들어선 것 등이 그 예이다.[9] 준공 당시에는 법대, 경영대 등의 강의실로 쓰였다가 현재는 행정업무를 총괄하는 곳으로 활용되고 있으며, 1981년 9월 25일 사적 제285호로 지정되었다. 본관 양옆으로 오른편에는 고대의 기개를 표현한 호상(虎像)이, 왼편에는 4·19 혁명의 도화선이 된 4·18을 기념하는 4·18 기념비가 자리하고 있다. 호상의 바닥에는 조지훈의 호상비문(虎像碑文)이 새겨져 있는데,[33] 1964년에 건립된 이 호상비문의 글씨는 이광범 교우의 것이다.[34] '자유! 너 영원한 활화산이여!'를 제목으로 하는 4·18 기념비의 비문은 조지훈 선생이 글을 짓고, 김응현 선생이 글씨를 새겼으며, 민복진 선생이 조각하였다.[30][35]
- 중앙광장 : 본관과 더불어 인문사회계지역의 중앙에 자리한 중앙광장은 고려대 100주년 기념 사업의 일환으로 2000년 6월에 착공[36] 하여 2002년 3월에 완공되었다. 지상에는 5780평의 녹지공간과 잔디광장이 조성되어 있으며, 지하 1층에는 행정부서와 열람실 및 편의시설이, 지하 2층과 3층에는 1000대를 수용할 수 있는 주차공간이 조성되어 있다. 중앙광장이 건설되기 이전에는 대운동장이 자리하고 있었다.[37][38] 중앙광장의 건설에 참여한 박태근 건설위원은 기존의 캠퍼스 구조가 '전형적인 일본식'이라며 대운동장의 공원화는 이러한 '일제식 잔재를 청산하는 의미도 있다'고 설명하였다.[36][주 2]
- 삼성백주년기념관 : 개교 100주년인 2005년을 기념하기 위해 지은 건물로, 건설 당시 삼성에서 418억원을 기부하였다. 건물 입구에는 카페와 박물관 이 자리하고 있으며, 나머지 게이트 안쪽 부분은 학술정보관으로 활용되고 있다. 학생증을 찍어야 들어갈 수 있는 학술정보관의 1층과 2층에는 멀티미디어실이, 3층에는 교육실과 화상회의실이, 4층에는 대열람실이 위치하고 있다.[40] 이 건물의 지하와 2층을 통해 각각 중앙광장과 경영대학 방면으로 이동할 수 있다. 이 건물이 완공된 2005년 5월 2일에[41] 이건희 회장의 명예철학박사 수여식이 계획되어 있었으나 이를 반대하는 일부 학생들의 시위로 인해 파행으로 이루어졌다.[42]

중앙도서관
- 중앙도서관 구관과 신관 : 중앙도서관 구관은 본관을 중심으로 중앙광장 오른편에 위치하고 있으며, 보성전문학교 창립 30주년 기념사업의 일환으로 1935년 착공[14] 하여 1937년에 개관하였다. 김성수 선생은 도서관 건물의 건립을 포함한 기념사업의 자금 조달을 위해 전국을 다니며 직접 모금 운동을 전개한 것으로 알려져 있다.[43] 이 건물은 사적 제286호로 지정되어 있다.[11][12] 1975년에는 개교 70주년을 기념하기 위하여 중앙도서관 신관을 신축하여 1978년 3월에 개관하였다.[6][15][16] 2005년에 리모델링을 실시한 데 이어[44][45] 2010년에도 열람공간의 위치를 변경하는 등의 리모델링을 단행하였다.[46] 중앙도서관 구관과 사범대학본관 사이에 위치한 중앙도서관 신관이 현재 흔히 일컬어지는 중앙도서관이다.
- 교내 분관 : 중앙도서관은 단행본만 160만권 이상[47] 소장하고 있는 도서관이다. 교내 도서관은 중앙도서관, 과학도서관, 학술정보관, 법학도서관, 의학도서관, 세종학술정보원, 의 5개 분관으로 이루어져 있다. 중앙도서관은 현재 위치한 중앙도서관 신관과 특수서적이 주로 위치한 중앙도서관 구관, 과학도서관, 해송법학도서관, 학술정보관(CDL)을 총괄하고 있으며, 이 중 학술정보관(CDL)은 백주년기념관 내에, 과학도서관은 자연계지역에, 해송법학도서관은 법학관 신관 앞에 위치하고 있다. 과학도서관 의 단행본실은 1층에 위치해 있으며, 인문사회계지역에 위치한 중앙도서관과 마찬가지로 동양서 단행본과 서양서 단행본 모두를 취급한다. 의학도서관 은 의과대학 중앙에 위치하고 있으며 의과대학 교우회와 재단의 지원으로 개관하였다.[48] 모든 분관들을 통틀어 2016년 현재 모두 3,207,504권의 장서를 보유하고 있다.[49]
- 학습 시설 : 교내 곳곳에 열람실과 스터디룸, 라운지와 같은 학습 시설이 분포하고 있으며, 다음 페이지에서 열람실 좌석 현황을 확인할 수 있다.

중앙도서관 주변
중앙도서관 주변에는 법과대학 과 경영대학, 사범대학 이 위치해 있다.
- 법과대학과 동원글로벌리더쉽센터 : 법과대학은 1905년 보성전문학교 법학과에 그 기원을 두고 있으며 2009년부터 법학전문대학원을 운영하고 있다.[50] 법과대학 의 건물은 구법관과 신법관, 그리고 해송법학도서관으로 이루어져 있다. (구)법학관은 본관에서 동쪽으로 가다 보면 나오는 약간 오래되어 보이는 건물이다. 본래 법학과 건물이었으나 현재는 법학과는 1층의 동아리 방과 반실만을 사용하고 있으며 문과대학 심리학과 가 실질적으로 사용하고 있다. 신법관은 2001년에 완공된 건물로서[51] 대법원을 모티브로 하여 건축되었으며 (구)법학관 바로 뒤에 자리잡고 있다. 해송법학도서관 은 법과대학 100주년을 기념함과 동시에 법학전문대학원 설립 준비 과정의 일환으로 조성[52] 된 도서관으로 단과대학의 도서관으로서는 국내 최대 규모이다.[52][53] 2004년 11월 공청회를 거쳐[54] 2007년 3월 완공되었으며 '해송'은 이 도서관의 건립을 위해 총 공사비용 57억원 중 31억원을 기부한 대양상선 정유근 회장의 호이다.[55] 금속성의 특이한 외관이 특징인 해송법학도서관은 본관에서 (구)법학관으로 가는 길에 있으며, 건립 이전 이 곳에는 박물관이 있었다.[주 3] 이 도서관 건물의 지하 1층 열람실에는 법대생과 법전원생만 출입이 가능하다.[57] 해송법학도서관 바로 왼편에는 2007년 11월에 준공된 동원글로벌리더쉽센터가 자리하고 있으며, 이 건물 1층에는 여학생 휴게실 도들마루가 자리하고 있다. 이 건물이 세워지기 이전에는 1958년에 건축된 여학생 회관이 같은 자리에 있었으며, 동원글로벌리더쉽센터 1층에 여학생 휴게실이 자리하게 된 것도 이러한 연유에서이다.[58]

고려대학교 사범대학 본관

- 사범대학과 교우회관 : 사범대학본관과 사범대학신관, 운초우선교육관, 체육생활관으로 이루어져 있다. 중앙도서관 옆에 위치한 사범대학본관은 1958년 12월에 완공되었으며, 완공 당시 농과대학이 사용하였다.[59] 1972년 사범대학 교육학과, 체육교육과, 가정교육과가 신설[60][61] 된 이후 1977년 농과대학이 새 건물을 완공하여 애기능으로 이전[6] 하면서 사범대학의 건물로 자리잡게 되었다. 현재 이 건물에는 사범대학 교수연구실 등이 자리하고 있다. 과거 사범대학·조형학부 학사지원부가 있었으나, 이 기능은 현재 운초우선교육관으로 이전되었다. 1988년 준공된 사범대학신관은 중앙도서관과 사범대학본관 사이에 있는 흰색 건물이며, 사범대학본관과 연결되어 있다. 운초우선교육관 건설 이전까지 대부분의 사범대 전공 강의와 교직 강의가 이 곳에서 이루어졌다. 1993년 증축된 데 이어 2002년 다시 리모델링을 실시하였다.[62] 운초우선교육관은 2010년 3월 7일에 완공된 건물로, 사범대학신관 옆에 있다. 교육관 설계는 2006년부터 진행되었으나 재원 부족으로 사업이 지연되던 중 박양숙 씨의 기부로 건립이 다시 추진됐다. 교육관의 명칭은 박양숙 씨 남편의 호인 ‘운초’와 박양숙 씨의 호인 ‘우선’을 합쳐 ‘운초우선’으로 정했다.[63][64] 지하 1층에는 서고가 있고, 1, 2, 3층에서는 주로 사범대학 전공 강의와 교직 강의가 행해진다. 4층에는 사범대학본관에서 옮겨온 사범대학·조형학부 학사지원부가, 5층에는 고시실과 사범대학 교수연구실이 있다. 사범대학본관의 오른편에는 교우회관이 위치하고 있는데, 이 건물은 1994년 9월 29일에 기공하여 1996년 5월 30일 문을 연 것이다.[65] 교우회관 뒷편에 위치한 체육생활관[66] 은 교우회 의 모금 활동으로 건립되었으며 1985년 개교 80주년을 기념하여 완공되었다.[67] 체육교육과 가 이 건물을 이용하고 있다.
- 사범대학분관 : 과거 조형학부 전공 수업이 주로 이곳에서 이루어졌으며, 사범대학 학과 사무실과 학생회실이 이곳에 위치해 있었다. 현대자동차 경영관을 신축하면서 이 건물 옆에 자리하고 있던 경영별관을 철거하게 되었는데[68], 이 과정에서 안전 문제가 대두됨에 따라 2011년 하계방학 기간 동안 철거가 결정되었다. 이에 조형학부 학생회는 민주광장에서 '학생들에게 안전이 보장되는 대체공간을 마련해 달라'는 기자회견을 열기도 하였다.[69] 조형학부 학생들은 철거되는 사범대학분관 대신 앞으로 미디어관과 라이시움에서 수업을 받게 된다.
- 경영대학: 중앙도서관 아래 위치한 경영대학은 3개의 건물(경영본관, LG-POSCO경영관, 현대자동차경영관)을 보유하고 있다. 경영본관은 1972년 6월 건립된 경영대학 의 첫 번째 단독 건물이다.[6][70][71] 2003년 10월 LG-POSCO경영관이 준공되고, 2013년 9월 현대자동차경영관이 준공된 이후 경영본관은 행정동 및 고시동으로 활용되고 있다. 경영학과의 전공 수업은 LG-POSCO경영관과 현대자동차경영관에서 이뤄진다. 3층에는 CPA 고시반인 ‘정진초’와 행정고시반인 ‘탁마정’이 위치하고 있다. 중앙도서관에서 고려대역으로 가는 길에 위치한 LG-POSCO 경영관은 LG와 POSCO에서 기부금을 받아 지어진 건물이다. 교육환경에 최적화된 설계와 고급스러운 인테리어로 건립된지 10년이 넘었음에도 국내외 대학의 벤치마킹 대상이 되고 있다. 모든 강의실과 라운지는 기부자들의 이름을 따서 명명됐다. 그 중의 한 예가 건물 2층 로비에 해당하는 '이명박 라운지'다. 이 건물 꼭대기의 첨탑은 주가 상승시에 붉은색, 주가 하락시에 파란색 조명을 밝히는 것이 특징이다. 2003년 이 건물의 준공을 기념하여 미래학자인 앨빈 토플러가 초청되어 '한국 경영인을 위한 21세기 전략'을 주제로 강연을 진행한 바 있다.[72] 경영학 전문 도서관인 수당학술정보관[73] 은 이 건물 3층에 위치해 있다.[70] 중앙도서관 맞은편에는 인공폭포가 위치하고 있으며, LG-POSCO 경영관 건립시 같이 세웠다. 경영별관은 1972년 준공되어 경영본관 뒤에 위치하였으나[70], 2010년 말 시작된 현대자동차 경영관 건립으로 인해 철거되었다.[74] 현대자동차경영관은 2013년 건립됐으며, 현대자동차그룹의 후원과 3600명에 달하는 기부자들의 후원으로 지어졌다.

민주광장 주변
민주광장 주변에는 문과대학(서관)과 정경관과 학생회관 등이 자리하고 있다.

조지훈 시비

- 서관(西館) : 문과대학 은 1946년 9월에 설립된 이래 현재까지 모두 2만 5천여명의 졸업생을 배출하였다.[75] 문과대학이 사용하고 있는 서관은 1961년 6월에 준공되었으며[6][76] 중앙광장의 서편에 위치하고 있다. 건물 앞에 '서관'이라는 명칭이 적혀 있지는 않지만 '西館'과 동음어이면서 문과대학의 특성과 맞기 때문에 '서관(書館)'(책을 보관하는 건물을 의미)이라는 별칭이 널리 쓰이고 있다. 이 건물의 꼭대기에는 4면으로 되어 있는 시계탑이 위치하고 있는데, 1968년 당시 쌍용그룹 회장이었던 김성곤 교우가 희사한 것이다.[77] 시계탑의 규모가 크다 보니 아르바이트생이 폐달을 밟아 이 곳의 시계탑을 작동시킨다는 등의 소문이 전해져 내려오고 있는데[78], 실제로는 이 건물의 3층에 위치한 기계실에 설치된 모터에 의해 가동되는 것이라고 한다. 매일 정오에 이 곳의 시계탑에서 '새야 새야 파랑새야' 노래가 나오는데, 녹두문대라는 별칭의 유래가 된 이 노래의 선곡에 관해서 학교 측의 공식적인 기록이 남아있는 것은 아니지만 녹두장군의 정신을 이어받자는 의미로부터 선곡되었다는 의견을 비롯하여 아리랑보다 더 낫기 때문에 선곡되었다는 의견 등이 존재한다.[33][77] '새야 새야 파랑새야'는 오전 9시의 교가와 함께 인문사회계지역 뿐만 아니라 자연계지역에도 들을 수 있다.[77] 문과대학은 이 건물 이외에도 본관 맞은편에 위치한 (구)법학관과 고려대로 맞은편에 위치한 청산MK문학관을 사용하고 있다.
- 조지훈 시비(詩碑) : 문과대학 교우회는 2006년 9월 29일 문과대학 뒷편 교정에서 조지훈 시비(詩碑) 제막식을 열었다. 시비(詩碑)에는 4·19 혁명이 일어난지 보름 뒤인 1960년 5월 3일자 고대신문에서 '어느 스승의 뉘우침에서'라는 부제와 함께 실린 '늬들 마음을 우리가 안다' 시의 내용이 새겨져 있다.[79] 하지만 건립과 동시에 여러 가지 말썽을 많이 일으켰다. 2007년 8월 교우이자 명예교수인 인권환은 고려대학교 교우회보를 통해 지훈시비에 새겨진 시가 '완전히 다른 두 시가 오접(誤接)되어 생긴 정체불상의 작품'이라고 지적했다.[80]
- 학생회관과 민주광장 : 학생회관은 고려대학교 총학생회를 비롯하여 고려대학교 중앙동아리들이 모여있는 곳이다. 다양한 학생자치활동이 이 곳에서 비롯된다. 1층에는 학생식당이 있으며, 2층에는 카페테리아가 있다. 학생증 없이도 자유로운 출입 및 대여가 가능한 생활도서관이 학생회관 2층에 위치하고 있다. 학생회관 정면으로 나왔을 때 보이는, 학생회관, 교양관, 홍보관으로 둘러싸인 공간을 민주광장이라 한다. 민주광장이라는 이름은 광장 내부에 4·18 운동 참가자들을 기리는 곳이 있다 하여 붙여진 이름이다. 과거에는 이 자리에 목조 가건물 형태의 이학부 실험실 3동이 자리하고 있었는데 이 옆에 1960년 12월 과학관이 만들어지면서 이 곳으로 이전하게 되었다. 이 곳에는 대신 잔디가 깔리게 되었는데 이것이 민주광장의 기원이다. 돌로 바닥을 깔지 않은 것은 학생들이 돌을 빼내 집회 등에 사용할 수 있다는 우려 때문이었다. 1999년 6월에 집회 등으로 황폐화된 잔디밭에 벽돌을 깔고 중앙에 벤치를 배치하였는데, 이것이 지금의 모습이다.[28][81] 민주광장 자리에 학생회관 옆에 위치한 4·18 기념관에는 경력개발센터 와 학생자치기구 관리를 담당하는 학생처 가 자리하고 있다.
- 우당교양관 : 인문사회계지역의 서편에 위치하고 있는 우당교양관은 우당 박종구 당시 교우회장이 120억원 공사대금 전액을 출연[82] 함에 따라 2003년 10월 건립되었다.[83] 우당교양관이 지어진 자리에는 본래 1960년 12월에 지어진 과학관이 자리하고 있었다.[81] 1964년부터 교양학부제가 시행된 이후에는 교양학부와 이공대학이 같은 건물을 쓰고 있었는데 이로 인한 학문적 격리감을 해소하기 위해 사용하는 건물의 위치를 바꾸었으며 이와 더불어 '교양관'으로 명명되어 우당교양관 건립 이전까지 유지되었다.[84] 이 건물의 5층에는 교양교육원 이 자리하고 있다.
- 미디어관 : 인문사회계지역의 가장 서편에 위치한 지상 12층 규모의 건물로 2011년 8월 31일에 완공되었다.[85] 미디어학부 와 디자인조형학부 가 사용하고 있으며[86], 1층 로비는 우당교양관과 연결되어 있다. 미디어학부와 디자인조형학부는 언론학부와 조형학부가 각각 2010년과 2011년에 명칭을 변경한 단과대학이다.[87][88] 이 건물의 내부에는 KU 시네마트랩이 위치해 있으며 강의실로 사용되지 않는 시간대에 이 곳에서 유료로 영화가 상영된다.[89]
- 정경관 : 정경관은 정경대학에서 사용하고 있는 건물이다. 정경대학은 이재학(理財學) 전문과를 그 기원으로 하고 있으며 미디어학부는 1965년 신설된 신문방송학과가 2002년 정경대학으로부터 분리됨으로써 형성된 단과대학이다.[90] 정경관은 안암역에서 인문사회캠퍼스로 들어오는 길목에 바로 위치하고 있으며, 이 때문에 안암역 방향 후문을 흔히 '정대후문'이라고도 부른다. 정경대 건물과 정대후문 사이에는 수많은 대자보를 붙일 공간이 있다. 2003년에 리모델링이 진행되었는데[91] 리모델링 이전의 이 건물은 교내에서 유일한 붉은색 벽돌 건물이었다.

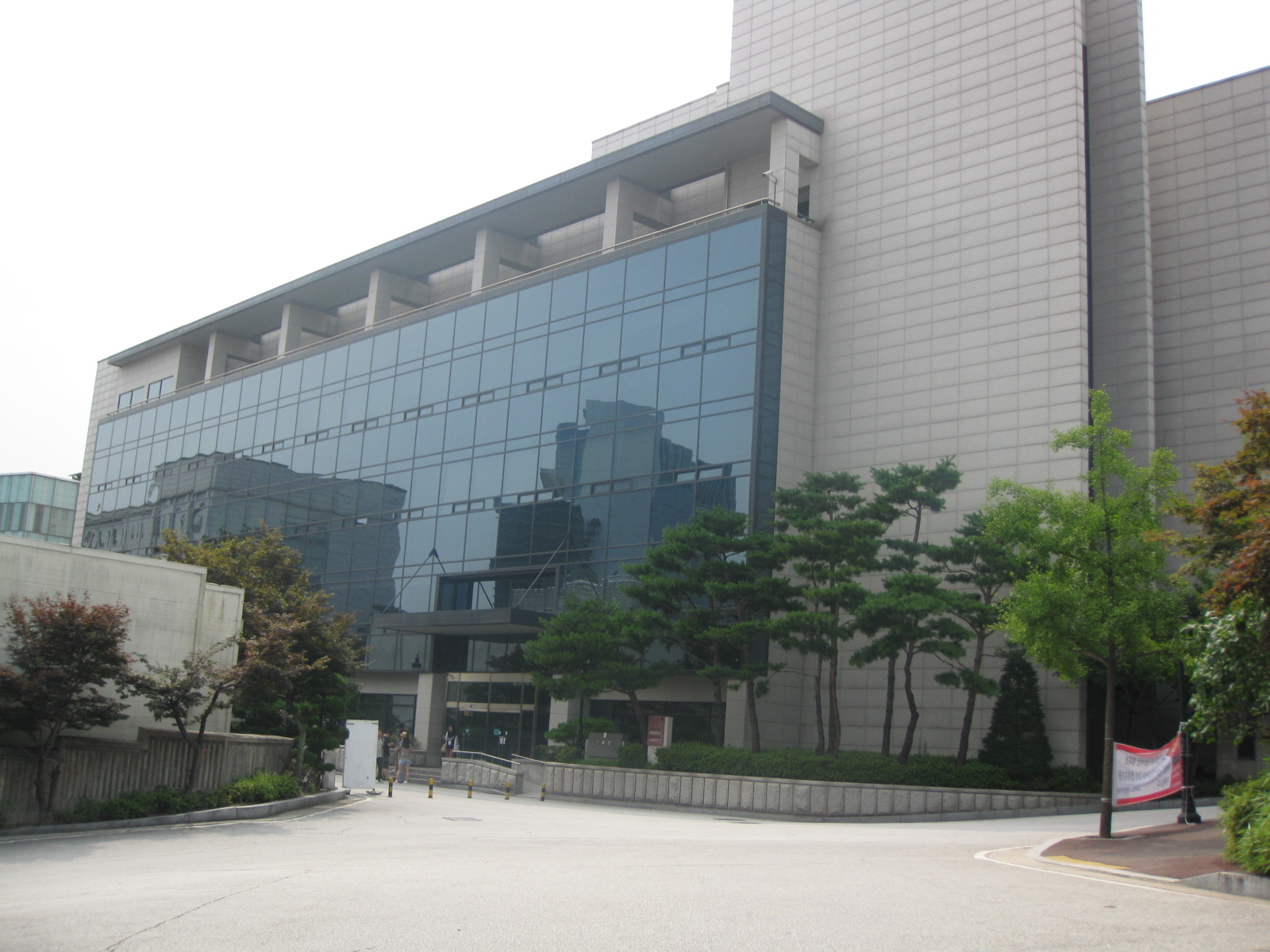
국제관

- 국제관과 홍보관, 타이거플라자 : 국제관은 홍보관 뒤에 있는 건물로, 현재 국제학부 보관됨 2011-07-22 - 웨이백 머신 와 국제어학원에서 쓰고 있다. 이 곳에서 각종 교양 외국어수업이 진행된다. 국제관과 민주광장 사이에 위치한 홍보관에는 고대신문, The Granite Tower, KUBS, KUTV 보관됨 2013-07-03 - 웨이백 머신 등 학내 언론단체 뿐만 아니라 문과대학 학생회실 및 문과대학 각 학과의 학생회실이 모여 있다. 고대신문 의 만우절호에서 이 건물의 리모델링을 언급하였을 정도로 인문사회계지역의 대표적인 노후 건물로 손꼽히고 있으나[92] 이 건물에 별다른 계획 또는 변화는 없는 상태다. 이 건물의 3층에는 우체국이 있다. 한편 국제관과 정경관 사이에 위치한 타이거플라자는 본교 내 학생복지를 위한 첫 단독건물로써 2004년 10월 문을 열었다. 지하 1층에서 지상 3층까지는 외부업체가 위탁영업을 하고 지상 4층 공간은 학생교류공간으로 활용되는데[93], 이 건물 내부 시설의 편리성을 두고 학생들 간에 찬반 논란이 일기도 하였다.[94]
- 인촌기념관 : 국제관 뒷편에 자리한 인촌기념관은 인촌 김성수 선생의 탄생 100주년을 기념하여 1991년 10월 11일 개관하였으며[95][96] 각종 강연회, 음악회 등이 이 곳에서 빈번하게 열린다. 김대중 전 대통령이 1998년 6월 30일 이 곳에서 명예 경제학 박사 학위를 받은 바 있다.[97] 이 곳에서 열리는 공연의 좌석 예약은 이곳에서 할 수 있다.

- SK미래관

### 자연계(이공계) 캠퍼스
2006년 9월 완공된 하나스퀘어를 중심으로 공과대학, 이과대학, 정보통신대학, 생명과학대학, 보건과학대학의 교수 연구실이 위치하고 있다. 모든 부지는 안암동에 속해 있다.
- 과학도서관과 하나스퀘어 : 1983년 9월에 개관[6] 한 과학도서관은 자연계지역의 한가운데에 위치하며, 이공계 관련 서적은 대부분 이 곳에서 보유하고 있다. 단행본실 1층에는 한국도서, 2층에는 외국도서가 있으며, 이 건물의 1층과 4층, 5층에는 열람실이 위치하고 있다. 하나스퀘어는 하나은행에서 130억원을 기부하여 건립된 지하 건축물로서,[98] 2006년 8월 완공되었다.[99][주 4] 과학도서관 앞에 위치하였으며 자연계 One-Stop 서비스센터를 비롯하여 총무부, 열람실, 편의점, 휴게실 등의 시설이 위치하고 있다. 과학도서관과 하나스퀘어는 서로 연결되어 있어 지상을 통하지 않고 이동 가능하다.
- 생명과학관 : 생명과학대학 은 2006년 기존의 생명과학대학과 생명환경과학대학이 통합되어 형성된 단과대학이다.[101][102][103] 생명과학관(서관)과 생명과학관(동관), CJ식품안전관, 하나과학관 A동을 사용하고 있으며 모두 자연계지역에 위치하고 있다. CJ식품안전관은 자연계캠퍼스 북문을 지나기 직전에 바로 동쪽에 보이는 건물로, 2008년 준공되었으며 생명과학대학 식품공학과 에 재직중인 일부 교수들의 연구실이 위치하고 있다. 이 건물에는 식품과 관련된 회사들의 연구소 또한 들어서 있는데, 다논(Groupe Danone)의 한국지사인 다논코리아의 연구소가 자리잡고 있는 것이 대표적인 예이다.[104] 생명과학관(서관)은 자연계캠퍼스 북문의 오른편, CJ식품안전관의 뒷편에 위치한 건물이다. 1973년 10월에 확정된 서독 정부의 원조[6] 로 지어진 생명과학관(서관)은 1977년 준공되어 농과대학의 건물로 사용되다가 단과대 명칭 변경 및 통합 작업에 의해 생환대 본관 등의 이름을 거쳐 현재에 이르고 있다. 생명과학부, 생명공학부, 환경생태공학부 교수들의 연구실이 위치하고 있다. 2004년에 리모델링을 실시한 바 있으며, 자연계 북문에서 이 건물의 2층으로 바로 진입하는 입구가 별도로 존재한다. 생명과학관(동관)은 자연계캠퍼스 북문을 지나서 바로 왼편에 보이는 건물로, 2003년 준공되었다. 완공 당시에는 생환대 신관으로 불렸으며 생명과학대학 생명공학부, 환경생태공학부, 식품자원경제학과가 이용하고 있다.[45]
- 미래융합기술관과 정보전산처 : 미래융합기술관은 자연계캠퍼스 북문을 지나면 정면에 멀리 보이는 건물로 2008년 8월에 준공되었다.[105] 세계적으로 유명한 비영리 연구기관인 바텔연구소와 WCU(세계수준의 연구중심대학) 사업에 따라 2009년 개설된 뇌공학과[106] 등이 들어서 있다. 2012년에 신설된 정보보호학부[107] 도 이 건물을 사용하고 있다.[108] 미래융합기술관 바로 아래편 또는 애기능생활관 맞은편에 위치한 정보전산처에는 학교 전산망을 담당하는 정보전산처와 전산실, 실습실 등이 있다. 미래융합기술관과 생명과학관(동관) 사이에는 우정정보관이 신축되었다.[109]
- 아산이학관과 기초과학관 : 과학도서관 맞은편에 있는 건물로, 1996년 10월에 준공되었다.[65] 이과대학 의 전공 수업 및 여러 가지 교양수업이 실시된다. 현관의 붉은 기둥 4개가 특징적이며, 하늘에서 내려다보았을 때 'F'자 형태를 하고 있다. 아산이학관과 산학관 사이에는 정부 설립의 한국기초과학지원연구원 이 입주해 있는 기초과학관이 있다.[110] 이 건물은 1993년에 준공되었다.[59]
- 애기능 생활관과 애기능 학생회관, 이학관별관 : 애기능 생활관과 이학관별관은 과학도서관과 미래융합기술관 사이에 난 길을 따라 자연계 동문까지 내려오다 보면 오른편에 차례로 보이는 건물들이다. 애기능 생활관은 학생식당 및 교직원식당이 모여있는 건물로, 일명 '밥통'이라고도 불리는데, 건물의 생김새 및 그 기능 때문에 생긴 명칭이다. 하나스퀘어에 분점을 두고 있는 고대빵의 본점이 이 건물의 지하에 위치해 있다. 고대빵은 1977년 식품공학과 제빵 실습실에서 생산하던 것을 상품화한 것에서 유래했다. 그 바로 아래편에 위치한 이학관별관은 현재의 이학관(아산이학관)이 새롭게 지어진 후 이학관의 별관으로 사용되고 있으며, 전략광물센터, 교양수학실 등이 있다. 노벨광장은 이학관별관 앞에 위치해 있으며 자연계 동문은 그 앞에 위치해 있다. 애기능 학생회관은 자연계 남문 바로 앞에 위치해 있으며, 이 건물에는 애기능동아리연합회 보관됨 2017-02-28 - 웨이백 머신 소속 각종 동아리실 이외에 각종 학생회실들이 모여 있다.[59]
- 공학관, 신공학관과 산학관 : 1963년 설립된 공과대학 은 공학관과 창의관, 공학관별관을 사용하고 있다. 과학도서관과 더불어 자연계캠퍼스의 중앙에 위치했던 제2공학관은 원래 의과대학 설립을 목적으로 만들어진 건물이었지만, 당시 학교의 제반 문제에 의해 중단되었으며, 대신 교양학부와 공학부 교사의 용도로 1964년 건립되었다. '이공계 최악의 건물'이라는 오명을 안고 있는 제2공학관이 석조건물로 바뀐다는 소식이 있었으나 2018년에 철거되었으며, 제2공학관의 부지에는 자연계 중앙광장 조성 사업이 추진된다고 한다.[111] 현재는 임시로 주차장이 들어서 있다. 산학관은 한국산학연종합연구단지 설립 기획에 의거 건설된 건물로, 1996년 6월 12일에 공학관과 동시에 완공되었다.[112] 이 건물에는 한국 산학연 종합연구원 이 자리잡고 있다. 공학관의 아래쪽에 위치한 창의관은 2003년 준공되었으며 이 건물에는 공학대학원 및 산학협동에 관련된 연구실 등이 위치해 있다.[45] 창의관의 아래편에는 전파공학관, 실내체육관이 위치해 있었으나 철거 후 미래공학관이 건설되었다.
- 로봇융합관 : 지상 7층 규모의 건물로 2011년 10월 11일에 완공되었다. 국토해양부 산하 한국건설교통기술평가원의 관련 연구과제 수행을 위해 건설되었으며, 로봇이 철골 구조 공사를 담당한 국내 최초의 건물이다.[113] 고층건물시공자동화연구단 은 로봇 기술과 고층 건축시공 기술을 융합한 로보틱 크레인 기반의 고층 건물 구조체 자동화 시공 기술을 개발 중에 있다.[114] 현재 창의관에 본부를 두고 있다.[115]
- 하나과학관' : KEB하나은행, 대우건설 등의 기부로 지어진 건물이다. 2014년 12월에 완공되었다. 고려대학교 보건과학대학과 생명과학대학의 시설이 옮겨왔다. 생명과학대학이 A동을, 보건과학대학이 B동을 사용한다. 일부 공간은 이과대학도 함께 사용한다.

### 녹지 캠퍼스
의과대학 보관됨 2014-07-02 - 웨이백 머신 과 간호대학의 교수연구실이 위치하고 있고 기숙사와 체육 시설 등이 들어서 있다. 모든 부지는 안암동에 속해 있다. 녹지운동장이 있어 녹지 캠퍼스로 불린다.

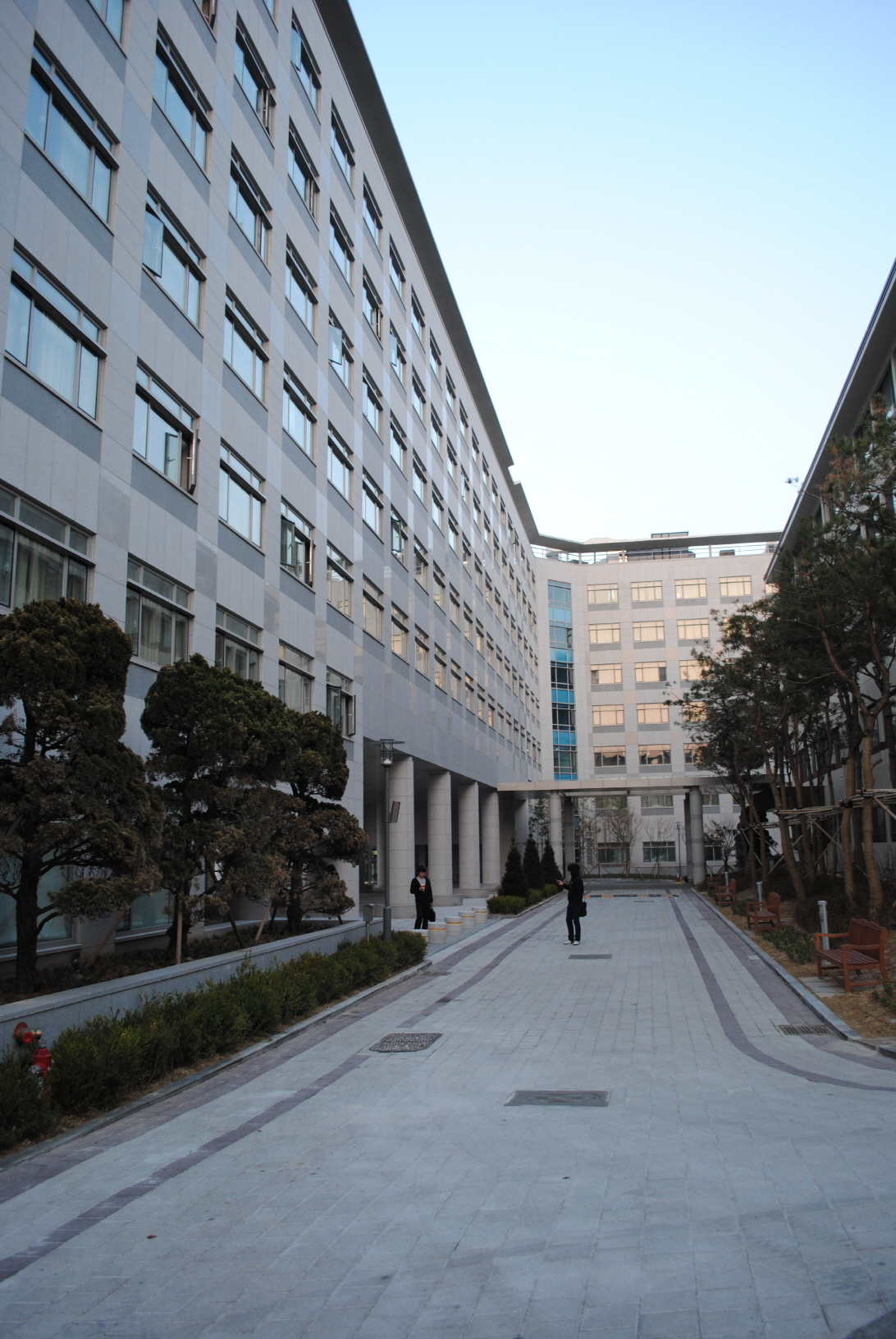
프런티어관 뒷쪽 모습

- 의료원 : 1971년 12월에 고려대학교는 1970년에 시작된 장기발전계획에 따라 우석대학교 의과대학을 흡수 및 합병하였다.[6][116] 전라북도 완주군에 위치해 있는 현재의 우석대학교는 1979년에 설립된 학교로 1971년 당시에 합병한 우석대학교 의과대학과는 관련이 없다.[117] CJ식품안전관 맞은편에 위치한 안암병원 은 고려대학교 의료원 산하에 있는 병원 세 곳 중 하나이며, 1971년 12월 고려중앙학원이 우석학원을 합병한 이후 과거 혜화병원을 1991년 7월 22일 현재 위치에 신축 이전[118] 하여 현재에 이르고 있다.[119][120] 혜화병원의 역사는 1938년 5월에 설립된 경성여자의학전문학교[121]의 부속 병원으로 1941년 9월에 문을 연 경성의전부속병원에 그 뿌리를 두고 있으며, 1948년 5월 서울여자의과대학부속병원, 1957년 1월 수도의과대학부속병원, 1967년 3년 우석대학교의과대 부속병원, 1971년 12월 고려대의대부속 우석병원을 거쳐 1976년 3월 고려대의대 부속병원으로 개칭되어 지금에 이르고 있다.[120] 의료원 오른편에 위치한 건물은 의과대학 보관됨 2014-07-02 - 웨이백 머신 과 간호대학 이 사용하고 있으며, 이들 건물 사이에는 의학도서관 이 위치하고 있다. 현재 의과대학 건물 뒷편에는 의학관 건물 신축공사가 진행되고 있다. 자연계와 녹지를 잇는 길은 의료원의 오른편을 에둘러 지나가는 형태를 취하고 있다. 의과대학에서는 시신을 기증한 고인들의 숭고한 뜻을 기리기 위해 매해 4월 말에 의과대학 뒷편의 감은탑 앞에서 '감은제'를 거행하는데[122], 감은탑 앞이 협소한 관계로 이 행사가 진행될 때는 부득이하게 녹지지역으로 향하는 길을 일시적으로 차단한다.
- KU R&D센터 : 1997년 8월 착공[123][124] 하여 2000년 5월에 준공된 건물[20]로 생명공학원이라고 부르다가 생명과학관(녹지)로 명칭이 변경된 채 생명과학대학 생명과학부 및 생명공학부 교수 연구실 및 강의실이 위치하고 있었다. 생명과학부의 학사지원부 또한 이 곳에 위치하고 있었다. 2015년 1월에 생명과학대학이 하나과학관 A동으로 이전하면서, 이곳은 KU R&D센터로 명칭이 변경되었다.
- 녹지운동장과 화정체육관 : 녹지운동장은 잔디가 깔려있는 운동장으로, 예약을 하고 이용할 수 있다.[125] 매해 5월 응원단에서 주최하는 '입실렌티 지·야의 함성'이 이 곳에서 진행된다. 이 행사는 화정체육관 공사가 진행되기 이전에는 노천극장에서 진행되었으나, 공사로 인해 노천극장이 폐쇄되어 녹지운동장으로 옮겨가게 되었다. 화정체육관은 중앙광장, 백주년기념관과 더불어 고려대 100주년 기념 사업의 일환[21]으로 2006년 7월 25일 건립되었으며, 고려중앙학원에서 공사비 262억원 전액을 출연하였다. 현승종 당시 고려중앙학원 이사장은 화정체육관의 완공으로 '김병관 전 고려중앙학원 이사장이 약속한 고려대 캠퍼스 종합개발 3대 마스터플랜이 마무리됐다'고 밝혔다.[126] 화정체육관 건립 이전에 이 곳에는 노천극장이 있었다.[127][128]
- 학군단 : 1961년 6월 1일에 창설[129] 된 제102학군단은 2010년 50기 학군사관 후보생을 모집[130] 한데 이어 이듬해에는 51기와 52기 학군사관 후보생을 모집하였다. 연이은 기수를 한꺼번에 선발한 것은 2011년도 모집부터 1학년 학생들의 지원 또한 가능해졌기 때문이다.[131] 2010년 9월 14일 고려대학교는 숙명여대, 명지대, 충남대, 전남대, 영남대, 강원대와 더불어 최초로 여성 후보생 설치대학으로 선정되었으며[132], 본교에서는 첫 여성 ROTC 모집에 11명이 지원하여[133][134] 이 중 5명이 최종 합격하였다.[135][136] 학생군사교육단 시설은 녹지지역 화정체육관 맞은편에 위치하고 있다.
- 한국학관 과 아이스링크 : 한국학관은 녹지운동장과 북악산길 방면 출입문 사이에 자리하고 있다. 민족문화연구원 이 사용하고 있는 한국학관에서는 한국학 관련 자료들을 살펴볼 수 있다. 한국학관 뒷편에는 국제규격을 갖춘 아이스링크 가 자리하고 있으며, 본교생이 이 시설을 이용시 이용료를 일정 부분 할인받을 수 있다. 2009년 5월 리모델링을 진행한 바 있다.[137]
- 안암학사 보관됨 2011-10-10 - 웨이백 머신 : 안암학사 보관됨 2011-10-10 - 웨이백 머신는 안암캠퍼스의 기숙사이다. 최초의 기숙사는 1980년에 완공되었으며[6] 관리동, 남학생동, 여학생동, 고시동, 외국인학생동, CJ International House 등으로 이루어져 있다. 2011년 2월에는 민간투자 형식의 기숙사인 프런티어관이 완공되었다. 총 943명을 수용할 수 있는 신축 기숙사가 완공됨에 따라 학생 수용인원이 2000여 명 가까이로 늘어났다.[138]

### 정릉 캠퍼스
정릉캠퍼스는 원래 우석대학교의 의과대학/의과기술초급대학을 제외한 나머지 학과가 있던 캠퍼스였다. 1971년 고려대학교의 우석대학교 인수 이후 2004년까지 고려대학교 병설 보건대학이 이곳에 위치했으나, 2005년 10월 25일 교육인적자원부가 고려대학교와 고려대학교 병설 보건대학의 통합을 승인하면서 고려대학교에 19번째 신규 단과대학인 보건과학대학이 이곳에 신설되었다. 정릉캠퍼스는 정의관, 진리관, 호림관, 학생회관, KU-MAGIC 연구원 등 5개의 건물로 구성된다. 고려대학교 사범대학 부속중학교 및 고려대학교 사범대학 부속고등학교 또한 정릉캠퍼스에 위치한다.
2015년에 고려대학교 보건과학대학은 안암동 자연계 캠퍼스에 신축한 하나과학관으로 모두 이전하였으며, 이에 따라 2016년부터 정릉캠퍼스는 KU-MAGIC(Medical Applied R&D Global Initiative Center) Project One의 연구시설로 사용되고 있다.
- KU-MAGIC 연구원 : KU-MAGIC의 MAGIC은 Medical Applied R&D Global Initiative Center의 약자로  의료, 연구, 개발, 글로벌 네트워킹, 국책과제 수행, 사업화 등 다양한 분야에 걸친 거대한 프로젝트를 의미한다. 정릉캠퍼스는 KU-MAGIC Project One을 통해 첨단의료과학센터로 거듭날 예정이다.

### 세종캠퍼스

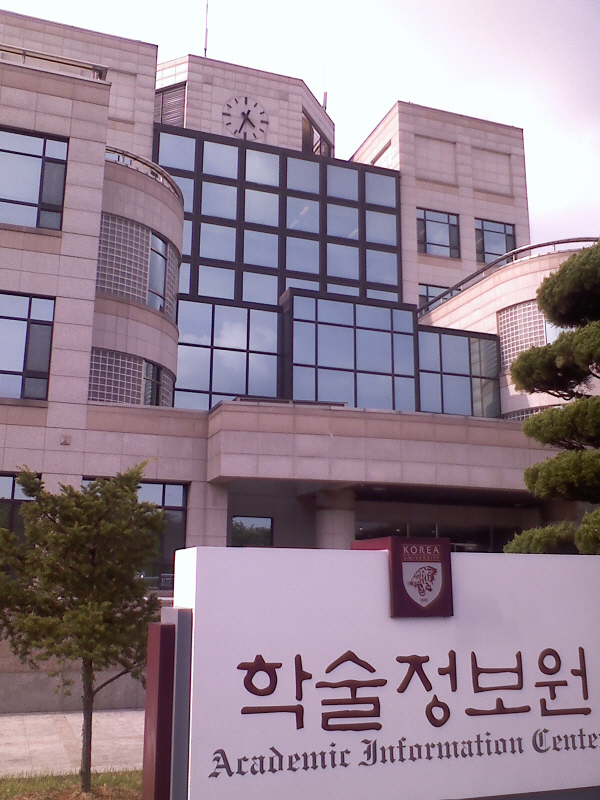
세종캠퍼스 학술정보원

세종캠퍼스(世宗-)는 세종특별자치시 조치원읍에 위치한 고려대학교의 또 다른 캠퍼스이다. 1980년에 개교하였으며 2010년에는 개교 30주년을 맞았다. 기존의 명칭은 서창캠퍼스였으나, 2008년 3월에 현재의 이름으로 변경되었다. 2011년에 문을 연 약학대학 은 이 곳에 위치해 있다.
- 세종학술정보원 : 세종캠퍼스의 도서관으로서 정식명칭은 세종학술정보원이다.[144] 1층에는 제1열람실과 제2열람실, One-Stop 서비스센터, 경력개발센터 보관됨 2008-04-15 - 웨이백 머신, 학군단 사무실, 보존서고가 있으며 2층에는 과학기술실과 인문과학실, 3층에는 전자정보실과 여학생 휴게실이 설치되어 있고 4층에는 사회과학실이, 5층에는 제3열람실이 있다. 분관대출을 통해 안암캠퍼스에 위치한 자료를 상호 대차 이용할 수 있다. 건물 옥탑에 4면 시계탑이 있는 것이 특징이다. 다음 페이지에서 열람실 좌석 현황을 확인할 수 있다.
- 호연학사 : 호연학사는 세종캠퍼스의 기숙사이며, 1989년에 개관한 자유관, 1994년에 개관한 정의관, 2004년에 개관한 진리관, 2009년에 개관한 호연4관의 총 4개 동으로 이루어져 있다. 수용인원은 자유관 573명, 정의관 236명, 진리관 905명, 미래관 900여명을 합하여 모두 2614여명으로 학부생 정원 대비 36.9%의 인원을 수용할 수 있다.[145]

### 의료원 및 기타 시설
고려대학교 의료원 산하에 안암병원 과 구로병원, 안산병원 의 세 곳의 병원이 운영되고 있다. 서울특별시 성북구 안암동에 위치한 안암병원은 1051병상을 가동하고 있으며, 서울특별시 구로구 구로동에 위치한 구로병원 또한 1057병상을, 경기도 안산시 단원구에 위치한 안산병원은 710병상을 가동하고 있다. 구로병원은 1983년 개원하였으며, 2008년 증축이 완료되었다. 안산병원은 1985년 개원했으며, 1998년 증축하여 시설을 확대 및 개선하였다.

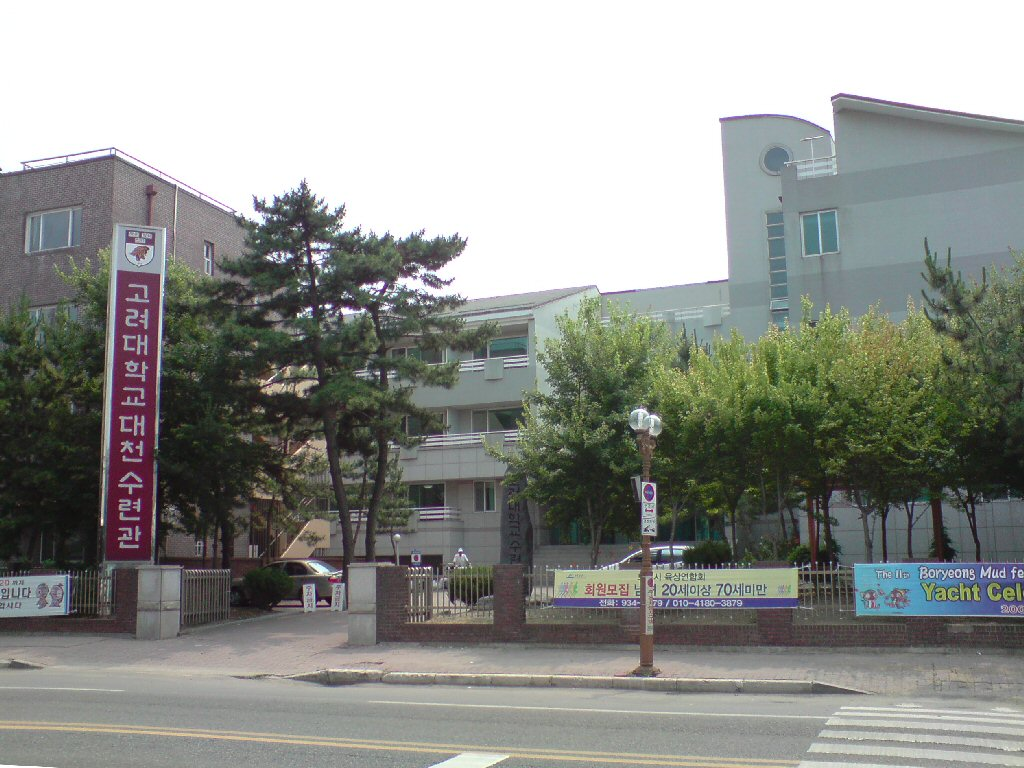
고려대학교 대천수련원

그 밖에 본교 소유의 시설 중 수련원 시설로는 강원도 양양군 양양읍에 위치한 낙산수련원, 충청남도 보령시 신흑동에 위치한 대천수련원, 전라남도 완도군 신지면에 위치한 완도수련원이 있으며 이 중 완도수련원은 2010년 8월 10일에 완공되었다. 이 밖에 경기도 양주시 장흥면에 위치한 송추운동장, 경기도 남양주시 덕소읍에 위치한 덕소농장이 있다. 덕소농장에서는 참기름을 생산하고 있지만 상용화된 제품으로는 판매하지 않으며, 교내에서만 선물용으로 판매하고 있다.

## 주변 상권
이전 초기에는 정문 앞과 제기동 주변이 학교 주변의 가장 주요한 상권이었으나 안암병원 의 개원과 더불어 개운사길의 복개가 이루어져 그 중심이 유흥 상권이 형성되어 있는 안암로터리 부근으로 이동하기 시작했다. 6호선 안암역의 개통을 계기로 안암로터리 부근의 상권이 안암역 사거리까지 확장되어 현재의 참살이길을 형성하였다. 정경대 후문의 24시간 개방이 이루어지기 시작한 것도 이 무렵이다. 근래에 들어서 단순히 상권의 위치만 옮겨간 것은 아니다. 과거에는 식사시간만 되면 밥집 앞에 길게 줄을 서는 것이 일반적인 풍경이었지만, 학생들의 식생활 변화와 연이은 물가 상승 등의 이유로 학교 주변에 위치한 밥집들이 상당한 위기를 겪고 있는 것으로 나타났다. 이는 2004년 교내 타이거플라자에 스타벅스가 입점할 때 이를 거부하는 학생들의 목소리가 존재하였던 것과 대비되는 부분이다. 이와 같이 교내 그리고 그 주변 상권이 급속도로 변화하는 데 대해 김선업 본교 한국사회연구소 연구교수는 식생활과 식습관, 기호의 변화와 여기에 개인주의의 심화 또한 중요한 원인으로 작용하였다는 분석을 내놓았다. 최근에는 정문 앞 캠퍼스타운 개발 문제로 이해관계가 첨예하게 맞서 있는 상태다.
- 각 지역별 특징 : 학교 앞 상권은 안암역과 참살이길, 안암로터리 주변과 정경대 후문 주변, 정문과 고려대역 주변, 법대 후문 주변 등으로 나누어볼 수 있다. 과거와 달리 안암역과 참살이길 주변의 상권에는 상대적으로 던킨도너츠, 올리브영과 같은 프랜차이즈 상권이 많은 편이다. 이와 같은 참살이길의 변화에는 여학생 수가 증가한 것이 주요한 원인으로 작용했다는 견해가 있다.[155] 정문 주변 상권은 과거에는 학교 주변의 가장 주요한 상권이었으나 안암역 개통 이후로 유동 인구가 감소하고 있는 추세다.[156] 법대 후문 주변에는 예전부터 상권이 잘 발달하지 못한 편이다.[155]

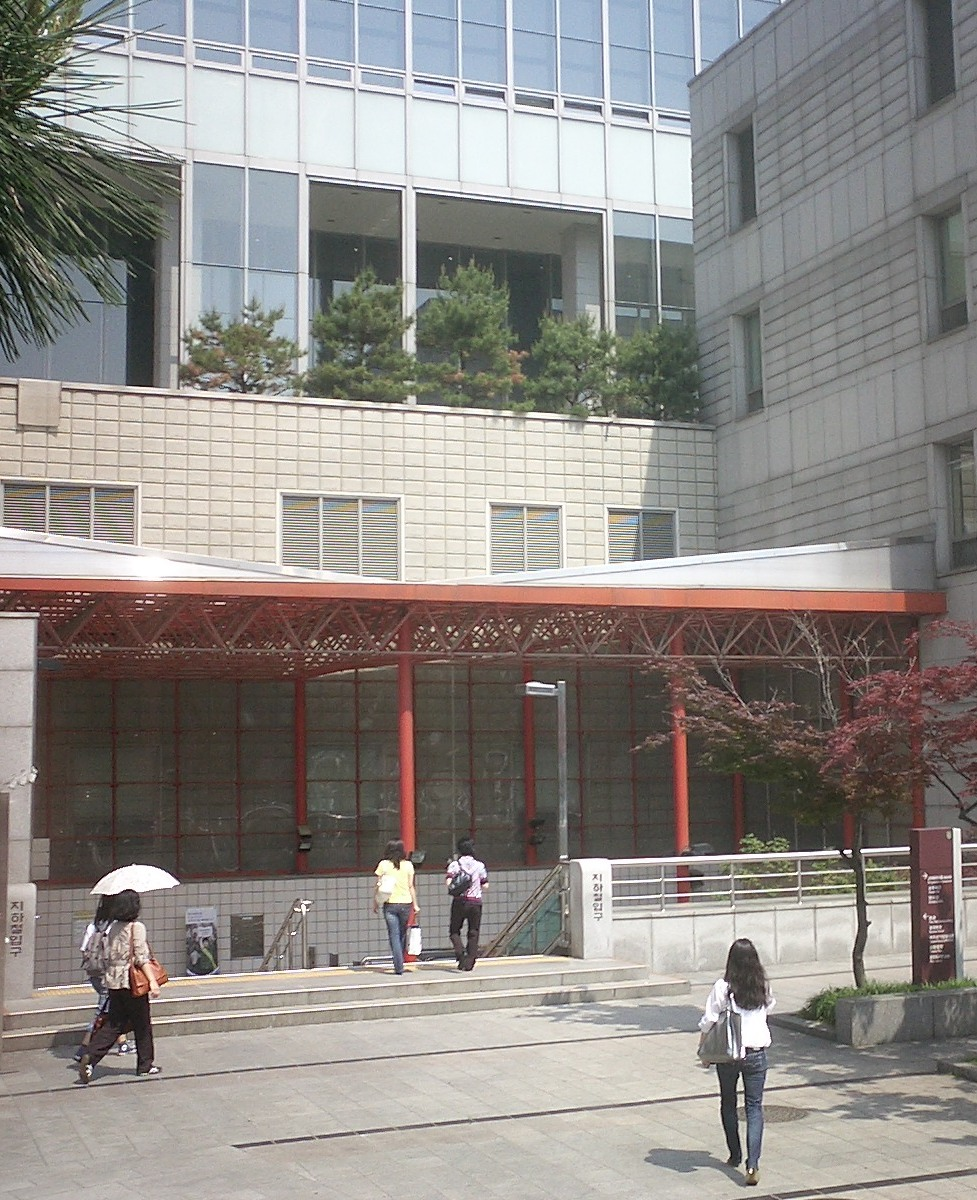
지하철 6호선 고려대역

## 위치
- 안암캠퍼스 : 안암캠퍼스의 경우, 구역별로 서로 다른 지번이 부여되어 있다. 기존 주소의 경우, 공통적으로 '서울특별시 성북구 안암동5가 1'을 사용하고 있으며, 의료원의 경우 '서울특별시 성북구 안암동5가 126-1'을 사용한다.[157] 의료원과 인접해 있는 의과대학 보관됨 2014-07-02 - 웨이백 머신 을 포함한 나머지 녹지지역은 본교와 같은 지번을 활용하고 있다.[158][159][160] 교우회관의 경우 지리적인 이유로 인해 본교와 상이한 지번이 부여되어 있다.'서울특별시 성북구 종암1동 29-26'[161]을 사용한다. 새 주소의 경우 기존의 주소와 지번 부여 방식이 다르며, 인문사회계지역에는 '서울특별시 성북구 안암로 145'[162], 자연계지역과 녹지지역에는 '서울특별시 성북구 고려대로 74'[163], 교우회관에는 '서울특별시 성북구 종암로 13'[164]의 지번이 부여되어 있다.[165]
- 세종캠퍼스 : 세종캠퍼스 에 부여된 지번의 경우, 기존 주소는 '충청남도 연기군 조치원읍 서창리 208'이며, 새 주소는 '충청남도 연기군 조치원읍 세종로 2511'이다.[166][167] 대전에 위치한 세종캠퍼스 소속의 행정대학원 의 기존 주소는 '대전광역시 서구 둔산2동 971'이며, 새 주소는 '대전광역시 서구 둔지미길 56'이다.[168]

## 같이 보기
| - 고려대학교 - 고려대학교 세종캠퍼스 - 고려대학교의 역사 - 고려대학교에 대한 비판과 논란 - 보성학교 | - 연세대학교 - 이용익 - 김성수 - 동아일보 |

### 내용주
1. ↑  인문사회계의 진입공간은 '2005 서울사랑시민상 환경부문'의 조경생태 부문에서 수상한 바 있다.[25]
2. ↑  중앙광장은 서울시가 주는 '올해의 조경상'을 수상한 바 있다.[39]
3. ↑  해송법학도서관은 한국건축문화대상을 수상하였다.[56]
4. ↑  하나스퀘어 건물은 2007년에 한국건축문화대상을 수상한 바 있다.[100]

### 참조주
1. ↑  “다시 격발(激發)된 학생(學生)데모”. 동아일보. 1960년 4월 19일. 2011년 6월 29일에 확인함.[깨진 링크(과거 내용 찾기)]
2. ↑  “굽이굽이 미완의 숙제 남기고 흐르는 '굴곡의 현대사'”. 경향신문. 2010년 1월 3일. 2011년 6월 6일에 확인함.
3. ↑  “대통령긴급조치 제7호(1975.4.8)”. 《국가기록원 나라기록》. 2011년 11월 5일에 원본 문서에서 보존된 문서. 2011년 6월 6일에 확인함.
4. ↑  “긴급조치(緊急措置) 7호선포”. 매일경제. 1975년 4월 10일. 2011년 6월 4일에 확인함.[깨진 링크(과거 내용 찾기)]
5. ↑  “高大의 문은 누구도 닫을 수 없습니다!”. 《고대신문》. 2011년 6월 6일에 확인함.[깨진 링크(과거 내용 찾기)]
6. 1 2 3 4 5 6 7 8 9 10 11 12 13 14  “고대역사”. 《고려대학교》. 2016년 7월 8일에 확인함.
7. ↑  “연표”. 《고려대학교》. 2011년 7월 8일에 확인함.
8. ↑  “연표”. 《고려대학교》. 2011년 7월 18일에 확인함.
9. 1 2 3 4  강병국 기자 (1984년 12월 18일). “한국(韓國)의 명건물(名建物) (12) 고려대학교(高麗大學校) 본관”. 경향신문. 2011년 7월 18일에 확인함.[깨진 링크(과거 내용 찾기)]
10. ↑  주남철 교수 (2009년 4월 28일). “절제된 아름다움이 돋보이는 대표적인 근대 건축물 고려대학교 본관”. 《고대TODAY》. 2011년 6월 6일에 확인함.
11. 1 2  이광표 기자 (2007년 1월 13일). “웅장…화려…고풍…절제…대학가 근대건축물 관람”. 동아일보. 2011년 6월 2일에 확인함.[깨진 링크(과거 내용 찾기)]
12. 1 2  “고려대학교중앙도서관(高麗大學校中央圖書館)”. 《문화재청》. 2011년 6월 4일에 확인함.
13. ↑  “건국동량(建國動梁)의새요람(搖籃)”. 동아일보. 1946년 5월 20일. 2011년 7월 2일에 확인함.[깨진 링크(과거 내용 찾기)]
14. 1 2 3  “캠퍼스의 봄 (2) 고려대학편(高麗大學篇)”. 경향신문. 1962년 3월 14일. 2011년 7월 1일에 확인함.[깨진 링크(과거 내용 찾기)]
15. 1 2  “도서관 연혁”. 《고려대학교 도서관》. 2010년 10월 8일에 원본 문서에서 보존된 문서. 2011년 6월 6일에 확인함.
16. 1 2  “고대(高大) 새도서관(圖書館)개관”. 동아일보. 1978년 3월 15일. 2011년 6월 24일에 확인함.[깨진 링크(과거 내용 찾기)]
17. ↑  최창식 기자 (2004년 4월 6일). “내년 개교 100주년 맞는 고려대”. 한국대학신문. 2011년 6월 24일에 확인함.
18. 1 2  김연정 기자 (2004년 11월 1일). “치밀한 준비가 본교 도약의 전환점”. 고대신문. 2011년 6월 24일에 확인함.
19. ↑  안준현 기자 (2001년 2월 4일). “고대-국제화 프로그램 활발”. 한국일보. 2011년 6월 24일에 확인함.
20. 1 2  “고려대학교 약사”. 《고려대학교》. 2017년 3월 4일에 원본 문서에서 보존된 문서. 2017년 3월 4일에 확인함.
21. 1 2  심규선 기자 (2008년 2월 25일). “김병관 동아일보 명예회장 별세”. 동아일보. 2011년 6월 2일에 확인함.
22. ↑  기세훈 기자 (1995년 2월 19일). “인촌(仁村)선생 약력”. 동아일보. 2011년 7월 9일에 확인함.[깨진 링크(과거 내용 찾기)]
23. ↑  최영희 기자 (2010년 6월 15일). “KB금융지주 회장 내정자 어윤대는 누구”. 이투데이. 2013년 12월 13일에 원본 문서에서 보존된 문서. 2011년 6월 2일에 확인함.
24. ↑  문혜정 기자 (2006년 9월 28일). “대학캠퍼스 리모델링 전도사 고려대 장동식 교수”. 한국경제. 2010년 3월 28일에 확인함.
25. ↑  “2005 서울사랑시민상 환경부문 시상”. 연합뉴스. 2005년 6월 2일. 2011년 6월 2일에 확인함.
26. ↑  “알림”. 동아일보. 1965년 10월 8일. 2011년 7월 4일에 확인함.[깨진 링크(과거 내용 찾기)]
27. ↑  “질질끄는교문(校門)공사 20일께나완공(完工)예정”. 매일경제. 1971년 12월 13일. 2011년 7월 4일에 확인함.[깨진 링크(과거 내용 찾기)]
28. 1 2  고대신문 (2007년 4월 29일). “F학점의 악몽, 1970년대부터 시작됐다”. 고대신문. 2011년 7월 4일에 확인함.
29. ↑  “호상비문(虎像碑文)”. 《우리 땅에 살면서》. 2011년 7월 19일에 확인함.
30. 1 2  최노석 기자 (1980년 4월 19일). “접동새 울음속에 4月이 오면 거룩한 젊은 魂(혼)의 하소연이…”. 경향신문. 2011년 7월 21일에 확인함.[깨진 링크(과거 내용 찾기)]
31. ↑  김현섭 교수 (2009년 5월 24일). “제2공학관을 위한 변명”. 2011년 6월 2일에 확인함.
32. ↑  심서현 기자 (2011년 3월 4일). “대학 캠퍼스 안의 역사적 건물”. 중앙일보. 2011년 6월 2일에 확인함.
33. 1 2  구지선 (2009년 6월 15일). 《ENJOY 서울》. 넥서스BOOKS. 227쪽. ISBN 978-89-6000-554-9.
34. ↑  고대신문 (2005년 8월 11일). “<개교 100주년 기념 高大美展> 이 열립니다”. 고대신문. 2011년 7월 21일에 확인함.
35. ↑  김경민 기자 (2010년 5월 8일). “그때 그곳엔 4·18기념비”. 고대신문. 2011년 6월 9일에 확인함.
36. 1 2  고찬유 기자 (2000년 8월 4일). “운동장을 공원으로 만든다”. 한국일보. 2011년 7월 4일에 확인함.
37. ↑  김선미 기자 (2002년 3월 5일). “고려대 중앙광장 준공”. 동아일보. 2011년 6월 2일에 확인함.
38. ↑  김경민 기자 (2010년 5월 8일). “그때 그곳엔 중앙광장”. 고대신문. 2011년 6월 9일에 확인함.
39. ↑  이광표 기자 (2002년 10월 21일). “고대광장 등 6개 건축물 '올해의 조경상' 수상”. 동아일보. 2011년 6월 2일에 확인함.
40. ↑  “실별이용안내”. 《고려대학교 도서관》. 2017년 2월 5일에 원본 문서에서 보존된 문서. 2017년 3월 4일에 확인함.
41. ↑  최철 기자 (2005년 5월 4일). “고려대의 과공비례(過恭非禮)”. 노컷뉴스. 2011년 6월 2일에 확인함.
42. ↑  김기성 기자 (2005년 5월 3일). “이건희 회장 名博학위수여식 `파행`”. 이데일리. 2011년 6월 2일에 확인함.
43. ↑  “仁村(인촌)선생의 나라사랑-교육사상을 중심으로 40周忌(주기) 추념강연”. 동아일보. 1995년 5월 21일. 2011년 6월 6일에 확인함.[깨진 링크(과거 내용 찾기)]
44. ↑  고찬유 기자 (2005년 4월 10일). “내달 5일 100돌 고려대학교”. 한국일보. 2011년 11월 3일에 원본 문서에서 보존된 문서. 2011년 6월 24일에 확인함.
45. 1 2 3  고대신문 (2006년 12월 3일). “10대 사건으로 돌아본 어윤대 총장 임기 4년”. 고대신문. 2011년 6월 24일에 확인함.
46. ↑  이지현 기자 (2010년 8월 31일). “방학동안 중앙도서관 전면 리모델링”. 고대신문. 2011년 7월 4일에 확인함.
47. ↑  고려대학교 도서관 장서현황 참고
48. ↑  “의학도서관 층별안내”. 《고려대학교 의학도서관》. 2017년 6월 21일에 원본 문서에서 보존된 문서. 2017년 3월 4일에 확인함.
49. ↑  “고려대학교 도서관 현황/통계”. 《고려대학교 도서관》. 2017년 3월 23일에 원본 문서에서 보존된 문서. 2017년 3월 4일에 확인함.
50. ↑  “대학소개”. 《고려대학교 법학과》. 2011년 7월 13일에 원본 문서에서 보존된 문서. 2011년 7월 2일에 확인함.
51. ↑  “고려대학교 법학대학 약사”. 《고려대학교 법학과》. 2012년 10월 20일에 원본 문서에서 보존된 문서. 2011년 7월 2일에 확인함.
52. 1 2  배민욱 기자 (2007년 3월 15일). “고려대, 국내 최대 법학도서관 개관”. 뉴시스. 2011년 6월 24일에 확인함.
53. ↑  이후연 기자 (2007년 5월 3일). “103번째 새끼호랑이들의 '개강'”. 고대신문. 2011년 6월 24일에 확인함.
54. ↑  장우정 기자 (2004년 11월 27일). “법학도서관 신축 공청회 열려”. 고대신문. 2011년 6월 24일에 확인함.
55. ↑  정혜림 기자 (2007년 3월 18일). “국내 최대 규모 법학도서관 준공”. 고대신문. 2011년 6월 11일에 확인함.
56. ↑  “한국건축문화대상 해송법학도서관”. 서울경제. 2007년 10월 1일. 2011년 6월 24일에 확인함.[깨진 링크(과거 내용 찾기)]
57. ↑  김솔지 기자 (2009년 5월 16일). “법학도서관의 출입 범위는?”. 고대신문. 2011년 6월 9일에 확인함.
58. ↑  김경민 기자 (2010년 5월 8일). “그때 그곳엔 동원글로벌리더쉽센터”. 고대신문. 2011년 6월 9일에 확인함.
59. 1 2 3  “고려대학교 캠퍼스맵”. 《고려대학교》. 2011년 7월 1일에 확인함.
60. ↑  “고대(高大)에 사대신설(師大新設) 인가신청(認可申請)”. 매일경제. 1971년 12월 6일. 2011년 7월 1일에 확인함.[깨진 링크(과거 내용 찾기)]
61. ↑  “사범대학 연혁”. 《고려대학교 사범대학》. 2011년 7월 1일에 확인함.[깨진 링크(과거 내용 찾기)]
62. ↑  박병준 독자리포터 (2002년 9월 9일). “리모델링한 사범대 더워 수업받기 힘들어요”. 고대신문. 2011년 6월 15일에 확인함.
63. ↑  “박양숙 여사, 유니세프에 100억 기부”. 한국경제. 2010년 12월 29일. 2011년 6월 24일에 확인함.
64. ↑  전민지 기자 (2010년 3월 7일). “운초우선 교육관 준공식 열려”. 고대신문. 2011년 6월 2일에 확인함.
65. 1 2  “연표”. 《고려대학교》. 2011년 6월 6일에 확인함.
66. ↑  “사범대 약도”. 《고려대학교 사범대학》. 2016년 3월 5일에 원본 문서에서 보존된 문서. 2011년 7월 1일에 확인함.
67. ↑  “고려대(高麗大) 개교(開校) 80돌 기념식”. 동아일보. 1985년 5월 6일. 2011년 7월 1일에 확인함.[깨진 링크(과거 내용 찾기)]
68. ↑  목정민·박은하·이서화 기자 (2011년 1월 18일). “‘수익’에 눈먼 대학, 학생 ‘자치공간’ 허문다”. 경향신문. 2011년 6월 2일에 확인함.
69. ↑  양길모 기자 (2011년 3월 4일). “고려대 학생 "사범대 분관 철거 대체공간 마련해라"”. 뉴시스. 2011년 6월 2일에 확인함.
70. 1 2 3  “캠퍼스”. 《고려대학교 경영대학》. 2016년 6월 30일에 원본 문서에서 보존된 문서. 2016년 7월 8일에 확인함.
71. ↑  “경영대학 역사”. 《고려대학교 경영대학》. 2016년 3월 18일에 원본 문서에서 보존된 문서. 2016년 7월 8일에 확인함.
72. ↑  정윤섭 기자 (2003년 10월 15일). “한국경제,가장 큰 위협은 통일”. 연합뉴스. 2011년 6월 2일에 확인함.
73. ↑  “전체 자료현황”. 《고려대학교 경영대학》. 2016년 8월 17일에 원본 문서에서 보존된 문서. 2011년 7월 2일에 확인함.
74. ↑  정진욱 기자 (2010년 8월 3일). “경영대 신경영관(가칭) 기공식 열려”. 고대신문. 2011년 6월 6일에 확인함.
75. ↑  “고려대학교 문과대학 학장 인사말”. 《고려대학교 문과대학》. 2011년 7월 2일에 확인함.[깨진 링크(과거 내용 찾기)]
76. ↑  김경민 기자 (2010년 5월 8일). “그때 그곳엔 서관”. 고대신문. 2011년 6월 9일에 확인함.
77. 1 2 3  최세아 기자 (2010년 5월 3일). “서관 시계탑, 사람이 돌리나”. 고대신문. 2011년 6월 15일에 확인함.
78. ↑  위대용 기자 (2010년 4월 1일). “고대 2만 학우를 위해 달리는 청년”. 고대신문. 2011년 6월 15일에 확인함.
79. ↑  김병규 기자 (2006년 9월 29일). “조지훈 시비(詩碑) 제막”. 연합뉴스. 2011년 6월 2일에 확인함.
80. ↑  “정체불명의 시가 지훈시비에 새겨져 있다! (인권환 국문56)”. 《고려대학교 교우회》. 2011년 6월 2일에 확인함.[깨진 링크(과거 내용 찾기)]
81. 1 2  김경민 기자 (2010년 5월 8일). “그때 그곳엔 민주광장”. 고대신문. 2011년 6월 9일에 확인함.
82. ↑  강영수 기자 (2000년 9월 20일). “삼구 박종구회장 120억 高大 기탁”. 국민일보. 2011년 6월 24일에 확인함.
83. ↑  문성현 기자 (2003년 9월 4일). “고려대 우당교양관 준공식”. 경향신문. 2011년 6월 2일에 확인함.
84. ↑  김경민 기자 (2010년 5월 8일). “그때 그곳엔 우당교양관”. 고대신문. 2011년 6월 9일에 확인함.
85. ↑  “고려대 미디어관 준공”. 동아일보. 2011년 9월 1일. 2012년 6월 7일에 확인함.
86. ↑  “찾아오시는 길”. 《고려대학교 디자인조형학부》. 2016년 3월 5일에 원본 문서에서 보존된 문서. 2012년 6월 7일에 확인함.
87. ↑  “미디어학부 소개”. 《고려대학교 미디어학부》. 2012년 6월 7일에 확인함.[깨진 링크(과거 내용 찾기)]
88. ↑  “디자인조형학부 소개”. 《고려대학교 디자인조형학부》. 2016년 3월 5일에 원본 문서에서 보존된 문서. 2012년 6월 7일에 확인함.
89. ↑  손유정 기자 (2012년 1월 1일). ““이제 교내에서도 영화 관람해요””. 고대신문. 2012년 6월 7일에 확인함.
90. ↑  “소개 및 교육목표”. 《고려대학교 정경대학》. 2011년 6월 4일에 확인함.[깨진 링크(과거 내용 찾기)]
91. ↑  박설수 기자 (2003년 9월 29일). “30일부터 정경관 입주 시작”. 고대신문. 2011년 6월 6일에 확인함.
92. ↑  윤준보 기자 (2010년 4월 1일). “제2공학관, 홍보관, 조형학부 건물 바뀐다”. 고대신문. 2011년 6월 2일에 확인함.
93. ↑  김연정 기자 (2004년 9월 5일). “유명 브랜드 입점예정, 휴게실은 4층에 마련”. 고대신문. 2011년 6월 6일에 확인함.
94. ↑  조철희 기자 (2004년 11월 5일). “고려대 교내 상업시설 ‘타이거플라자’ 입점 논란”. 세계일보. 2011년 6월 24일에 확인함.
95. ↑  “인촌(仁村)기념관 개관”. 동아일보. 1991년 10월 11일. 2011년 6월 24일에 확인함.[깨진 링크(과거 내용 찾기)]
96. ↑  김경민 (2010년 3월 6일). “그때 그곳엔 인촌기념관”. 고대신문. 2011년 6월 24일에 확인함.
97. ↑  김웅철·김경도·이원종 기자 (1998년 7월 1일). “지식(知識)으로 민족의 미래 열자”. 매일경제. 2011년 6월 2일에 확인함.[깨진 링크(과거 내용 찾기)]
98. ↑  김경민 기자 (2010년 5월 29일). “그때 그곳엔 하나스퀘어”. 고대신문. 2011년 6월 9일에 확인함.
99. ↑  박효순 기자 (2006년 9월 11일). “대학 캠퍼스 ‘지하시대’”. 스포츠경향. 2011년 7월 2일에 확인함.
100. ↑  “하나스퀘어”. 서울경제. 2007년 10월 1일. 2011년 11월 4일에 원본 문서에서 보존된 문서. 2010년 3월 28일에 확인함.
101. ↑  “연혁”. 《고려대학교 생명과학대학 생명과학부》. 2011년 6월 24일에 확인함.[깨진 링크(과거 내용 찾기)]
102. ↑  “생명과학대학의 변천사”. 《고파스 호랭이광장》. 2009년 7월 7일. 2011년 7월 1일에 확인함.
103. ↑  “생명과학대학 소개”. 《고려대학교 생명과학대학》. 2017년 3월 4일에 확인함.
104. ↑  “연구소 위치”. 《DANONE》. 2011년 7월 2일에 확인함.
105. ↑  “연표”. 《고려대학교》. 2011년 6월 6일에 확인함.
106. ↑  “대학소개”. 《고려대학교 정보통신대학》. 2010년 9월 26일에 원본 문서에서 보존된 문서. 2011년 7월 2일에 확인함.
107. ↑  장윤정 기자 (2011년 7월 4일). “고려대, 사이버국방학과 확장해 정보보호학부 개설”. 전자신문. 2012년 6월 7일에 확인함.
108. ↑  “오시는 길”. 《고려대학교 정보보호학부》. 2016년 3월 5일에 원본 문서에서 보존된 문서. 2012년 6월 7일에 확인함.
109. ↑  신정민 기자 (2009년 9월 22일). “정통대 우정정보통신관 기공식”. 고대신문. 2011년 7월 4일에 확인함.
110. ↑  “찾아오시는 길”. 《한국기초과학지원연구원》. 2011년 7월 4일에 확인함.[깨진 링크(과거 내용 찾기)]
111. ↑  “고대소식|KU 인사이트”. 2022년 5월 25일에 확인함.
112. ↑  “연혁”. 《테크노콤플렉스》. 2011년 6월 15일에 확인함.[깨진 링크(과거 내용 찾기)]
113. ↑  이영완 기자 (2011년 9월 19일). “로봇이 골조 만든 건물 첫 등장… 공기(工期) 30% 작업량 20% 줄어”. 조선비즈. 2012년 6월 7일에 확인함.
114. ↑  “연구단소개”. 《고층건물 시동자동화 연구단》. 2011년 7월 4일에 확인함.[깨진 링크(과거 내용 찾기)]
115. ↑  “오시는 길”. 《고층건물 시동자동화 연구단》. 2011년 7월 4일에 확인함.[깨진 링크(과거 내용 찾기)]
116. ↑  정연춘 기자 (1971년 12월 2일). “진통(陣痛) 1年9개月만의 안주(安住) 고려대(高麗大) 우석대(友石大)병합의 언저리”. 동아일보. 2011년 6월 6일에 확인함.[깨진 링크(과거 내용 찾기)]
117. ↑  “연혁”. 《우석대학교》. 2011년 7월 13일에 확인함.[깨진 링크(과거 내용 찾기)]
118. ↑  김경민 기자 (2010년 5월 28일). “그때 그곳엔 의과대학”. 고대신문. 2011년 6월 9일에 확인함.
119. ↑  “연혁”. 《고려대학교의료원》. 2011년 6월 2일에 확인함.
120. 1 2  이강운 기자 (1991년 7월 12일). “고대(高大) 혜화병원 옮긴다”. 동아일보. 2011년 7월 18일에 확인함.[깨진 링크(과거 내용 찾기)]
121. ↑  김상희 기자 (1968년 9월 26일). “대학재단(大學財團) 그 이면(裏面) (11) 우석(友石) 재단”. 매일경제. 2011년 7월 18일에 확인함.[깨진 링크(과거 내용 찾기)]
122. ↑  김성지 기자 (2011년 4월 22일). “고대의대, 의학교육 위해 시신 기증한 뜻 되새겨”. 메디파나. 2011년 6월 2일에 확인함.
123. ↑  “고려대학교 약사”. 《고려대학교》. 2017년 3월 4일에 원본 문서에서 보존된 문서. 2017년 3월 4일에 확인함.
124. ↑  “인물 동정”. 매일경제. 1997년 8월 11일. 2011년 7월 1일에 확인함.[깨진 링크(과거 내용 찾기)]
125. ↑  “예약하기”. 《고려대학교》. 2011년 6월 6일에 확인함.
126. ↑  신수정 기자 (2006년 7월 25일). “국내 대학 최대규모 고려대 화정체육관 준공”. 동아일보. 2011년 6월 2일에 확인함.
127. ↑  김경민 기자 (2010년 5월 29일). “그때 그곳엔 화정체육관”. 고대신문. 2011년 6월 9일에 확인함.
128. ↑  김현영 기자 (2004년 3월 21일). “노천극장 대신 체육관이 생긴다면?”. 고대신문. 2011년 7월 4일에 확인함.
129. ↑  “학군단 소개”. 《고려대학교 102학군단》. 2017년 3월 4일에 확인함.
130. ↑  김솔지 기자 (2009년 3월 8일). “2010년 학군단 모집”. 고대신문. 2011년 6월 9일에 확인함.
131. ↑  윤준보 기자 (2010년 3월 13일). “학군단 1학년도 지원 가능”. 고대신문. 2011년 6월 9일에 확인함.
132. ↑  박인옥 기자 (2010년 9월 14일). “여성 ROTC 설치대학，숙명여대 등 7개大 선정”. 파이낸셜뉴스. 2011년 6월 9일에 확인함.
133. ↑  박인옥 기자 (2010년 10월 29일). “첫 여성ROTC 경쟁률..6 대 1”. 파이낸셜뉴스. 2011년 6월 24일에 확인함.
134. ↑  조세현 기자 (2010년 10월 30일). “여성 ROTC 모집에 11명 지원”. 고대신문. 2011년 6월 9일에 확인함.
135. ↑  “고려대 첫 여성 ROTC 후보생 입단”. 서울경제. 2011년 2월 17일. 2011년 6월 24일에 확인함.[깨진 링크(과거 내용 찾기)]
136. ↑  장용민 기자 (2011년 3월 21일). “여성 학군장교후보생 5명 선발”. 고대신문. 2011년 6월 9일에 확인함.
137. ↑  “고려대학교 아이스링크 리모델링 개관”. 《SPORTS KU》. 2009년 5월 10일. 2011년 6월 2일에 확인함.
138. ↑  나소민 기자 (2011년 2월 23일). “프런티어관 준공식”. 경향신문. 2011년 7월 9일에 확인함.
139. ↑  “캠퍼스 변천사”. 《고려대학교 세종캠퍼스》. 2017년 3월 5일에 원본 문서에서 보존된 문서. 2017년 3월 4일에 확인함.
140. ↑  김준호 기자 (2010년 5월 27일). “고려대 세종캠퍼스 개교 30주년 기념식”. 연합뉴스. 2011년 6월 24일에 확인함.
141. ↑  이범종 기자 (2010년 5월 24일). “30년 쌓아올린 세(世)상의 종(宗)심”. 고대신문. 2011년 6월 6일에 확인함.
142. ↑  양길모 기자 (2008년 3월 13일). “고려대학교 세종캠퍼스 명칭 선포식”. 뉴시스. 2017년 3월 4일에 확인함.
143. ↑  “연혁”. 《고려대학교 약학대학》. 2017년 3월 4일에 확인함.
144. ↑  국가도서관 통계상으로는 '고려대학교 세종캠퍼스 도서관'
145. ↑  “호연학사 시설소개”. 《고려대학교 세종캠퍼스》. 2017년 9월 11일에 원본 문서에서 보존된 문서. 2017년 3월 4일에 확인함.
146. ↑  “현황”. 《고려대학교의료원》. 2017년 3월 4일에 확인함.
147. ↑  “연혁”. 《고려대학교의료원》. 2017년 3월 4일에 확인함.
148. ↑  “편의시설안내”. 《고려대학교》. 2011년 6월 6일에 확인함.
149. ↑  김유경 기자 (2010년 8월 10일). “고려대 '완도청해진 수련관' 준공식 개최”. 아주경제. 2011년 6월 2일에 확인함.[깨진 링크(과거 내용 찾기)]
150. ↑  “유니스토어 상품소개”. 《UNI STORE》. 2011년 6월 2일에 확인함.
151. ↑  김효원 기자 (2007년 9월 2일). “맥도날드에서 "막걸리 달라"”. 고대신문. 2011년 7월 4일에 확인함.
152. ↑  김민형 기자 (2011년 5월 15일). “고대에 밥 먹을 곳이 사라지고 있다”. 고대신문. 2011년 6월 9일에 확인함.
153. ↑  김민형 기자 (2011년 5월 15일). “"상권도 캠퍼스의 일부다"”. 고대신문. 2011년 7월 28일에 확인함.
154. ↑  조성흠 기자 (2011년 4월 25일). “고려대앞 캠퍼스타운 개발 반대”. 연합뉴스. 2011년 6월 2일에 확인함.
155. 1 2  하현희 기자 (2010년 5월 2일). “참살이길로 이동한 상권, 외양만 화려해”. 고대신문. 2011년 7월 29일에 확인함.
156. ↑  전혜원 기자 (2008년 3월 23일). ““학생들이 정문 앞에 애정 가졌으면””. 고대신문. 2011년 7월 28일에 확인함.
157. ↑  “교통안내”. 《고려대학교 안암병원》. 2011년 6월 26일에 확인함.
158. ↑  “오시는 길”. 《고려대학교 의과대학/의학전문대학원》. 2011년 6월 26일에 확인함.
159. ↑  “찾아오시는 길”. 《고려대학교 생명과학대학 생명과학부》. 2011년 6월 26일에 확인함.[깨진 링크(과거 내용 찾기)]
160. ↑  “오시는 길”. 《안암학사》. 2011년 11월 15일에 원본 문서에서 보존된 문서. 2011년 6월 26일에 확인함.
161. ↑  “교우회 약도”. 《고려대학교 교우회》. 2014년 6월 27일에 원본 문서에서 보존된 문서. 2011년 6월 26일에 확인함.
162. ↑  “새주소 안내”. 《행정안전부》. 2011년 6월 26일에 확인함.
163. ↑  “새주소 안내”. 《행정안전부》. 2011년 6월 26일에 확인함.
164. ↑  “새주소 안내”. 《행정안전부》. 2011년 6월 26일에 확인함.
165. ↑  “새주소 안내”. 《행정안전부》. 2011년 6월 26일에 확인함.
166. ↑  “캠퍼스 투어”. 《고려대학교 세종캠퍼스》. 2011년 6월 26일에 확인함.[깨진 링크(과거 내용 찾기)]
167. ↑  “새주소 안내”. 《행정안전부》. 2011년 6월 26일에 확인함.
168. ↑  “캠퍼스안내”. 《고려대학교 행정대학원》. 2011년 6월 26일에 확인함.[깨진 링크(과거 내용 찾기)]